# خودکشی در آمریکا

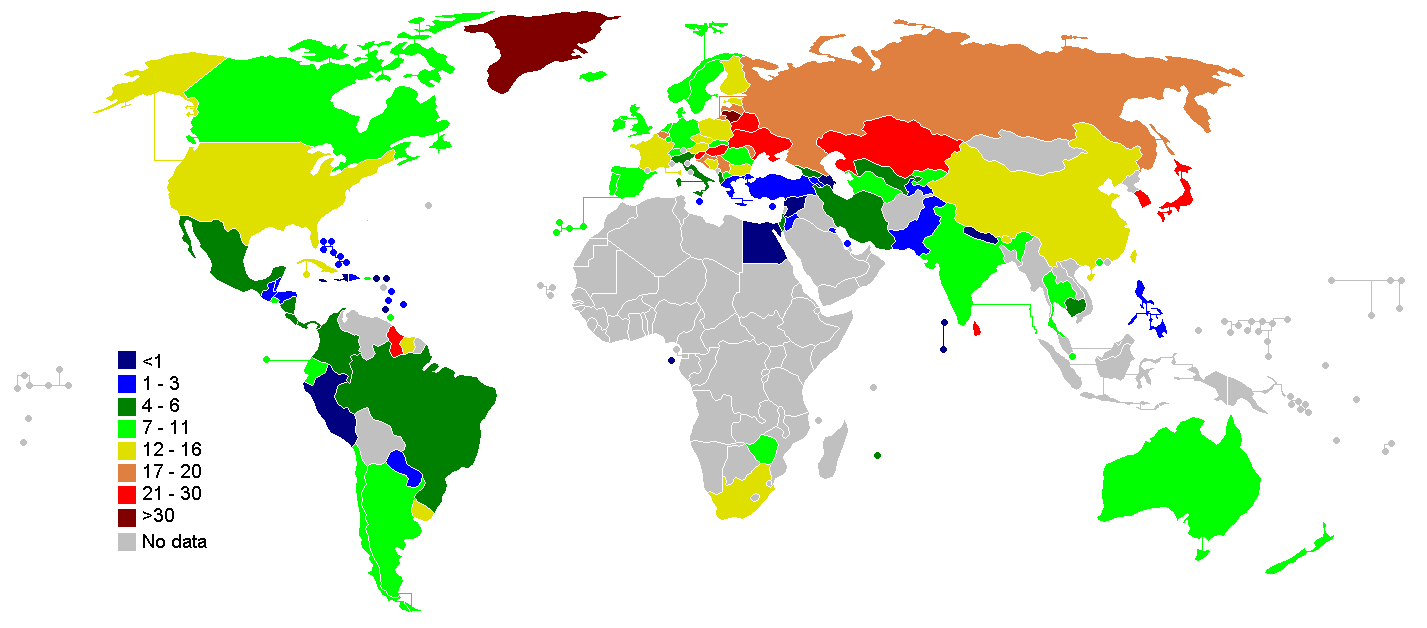
نرخ خودکشی آمریکا در هر ۱۰۰٬۰۰۰ تن در مقایسه با دیگر کشورها بر پایه داده‌های سازمان بهداشت جهانی این سازمان ادعا دارد چین، هند، روسیه، خودکشی در آمریکا، ژاپن و کره جنوبی بیش‌ترین تاثیرگذاران نرخ بالای خودکشی در جهان هستند.

خودکشی دهمین سبب مرگ در کشور ایالات متحده آمریکا است. در سال ۲۰۰۹ تعداد ۳۶٬۹۰۹ تن به سبب خودکشی مردند. در آن سال این رقم ششمین سبب مرگ مردان و شانزدهمین سبب مرگ زنان بود. همچنین سومین عامل مرگ جوانان بین ۱۵ تا ۲۴ سال نیز بود.
پژوهشگران آکادمی ملی علوم آمریکا درگزارشی اعلام کردند دلائل عمده مرگ زودرس آمریکایی‌ها مصرف شدید و بی‌رویه مواد مخدر و مشروبات الکلی و همچنین افسردگی‌های مزمن است که منجر به خود کشی آن‌ها می‌شود.
دولت آمریکا می‌کوشد تا با کمک گیری از سازمان‌ها و نهادهای گوناگون نرخ خودکشی را در این کشور کاهش دهد. در قانون اساسی ایالات متحده آمریکا برخی قوانین ضد خودکشی یا قوانین ضد خودکشی کمکی نیز وجود دارد که در سال‌های اخیر مورد تجدید نظر واقع شده‌اند. در این کشور نرخ خودکشی با شرایط بد اقتصادی همچون بیکاری همبستگی مستقیم دارد.

## نرخ خودکشی بر اساس سن و جنس
| سن    | ۵–۱۴ | ۱۵–۲۴ | ۲۵–۳۴ | ۳۵–۴۴ | ۴۵–۵۴ | ۵۵–۶۴ | ۶۵–۷۴ | ۷۵+  | کل    |
| ----- | ---- | ----- | ----- | ----- | ----- | ----- | ----- | ---- | ----- |
| مردان | ۲۰۴  | ۳۴۸۹  | ۴۰۵۹  | ۵۰۵۳  | ۵۲۵۷  | ۳۲۴۱  | ۱۹۳۵  | ۲۶۰۳ | ۲۵۸۴۸ |
| زنان  | ۶۸   | ۷۱۳   | ۹۲۲   | ۱۴۸۳  | ۱۷۱۹  | ۹۵۴   | ۴۰۳   | ۴۴۸  | ۶۷۱۱  |
| هر دو | ۲۷۲  | ۴۲۰۲  | ۴۹۸۱  | ۶۵۳۶  | ۶۹۷۶  | ۴۱۹۵  | ۲۳۳۸  | ۳۰۵۱ | ۳۲۵۳۳ |

## خود-دیگرکشی
تیراندازی در مدارس، خود-دیگرکشی و خودکشی به دست پلیس از سال ۱۹۹۰ تا ۲۰۱۰ در کشور آمریکا رقم بالایی را به خود اختصاص داده‌اند. تنها به عنوان نمونه می‌توان به کشتار دبیرستان کلمباین، کشتار دانشگاه ویرجینیا تک و تیراندازی دبستان سندی هوک اشاره کرد.

## مقایسه با دیگر کشورها

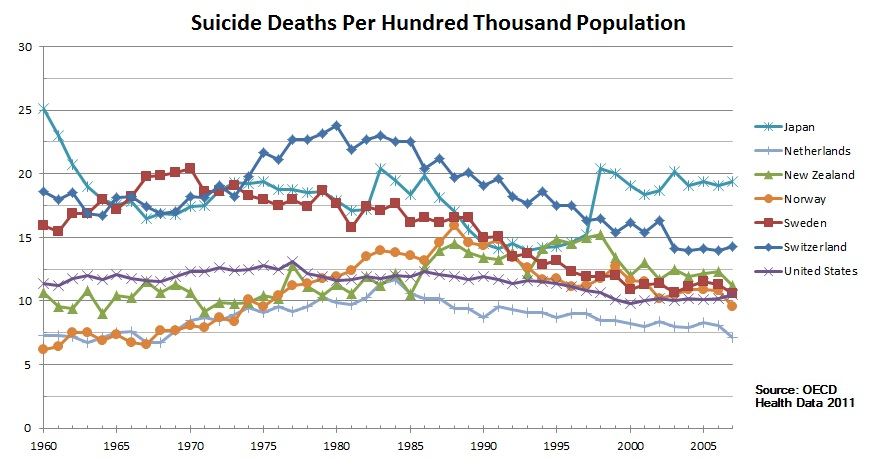
نمودار خودکشی از سال ۱۹۶۰ تا ۲۰۰۷ برای کشورهای ژاپن هلند، زلاند نو، نوروژ، سوئد، سوئیس، و ایالات متحده آمریکا.

## زیرگروه‌ها
خودکشی در میان نظامیان آمریکا
روزنامه کیهان به نقل از آسوشیتدپرس می نویسد:«پنتاگون هم اکنون در حال مقابله با افزایش میزان خودکشی در رده‌های نظامی خود است، جنگ افغانستان یکی از پیامدهای بروز بحران سلامت روان درمیان نظامیان آمریکایی است. نظامیان آمریکایی مستقر در آلاسکا به علت شرایط انزوا و شرایط سخت آب و هوایی در معرض فشار روحی روانی و خطر خودکشی قرار دارند.»
طبق آمار های حکومت آمریکا، سن بیشتر نظامیان این کشور که دست به خود کشی زده اند، ۵۰ سال یا بیشتر بوده است. نظامیان زن، ۲.۵ برابر بیشتر از زنان غیر نظامی در خطر خود کشی قرار دارند.
خودکشی در میان کارگران
طبق بررسی های صورت گرفته در ۳۲ ایالت آمریکا، بیشترین نرخ خودکشی در میان کارگران در قسمت استخراج نفت و گاز و معدن کاری  می باشد.
از عواملی که در خودکشی کارگران ذکر شده است می توان به استرس، تهدید امنیت شغلی، موقعیت اجتماعی و اقتصادی، مهارت کم در کار، تحصیلات پایین و دسترسی کارگران به ابزار و وسایل کشنده  اشاره کرد.